# Badon, Sălaj
Badon este un sat în comuna Hereclean din județul Sălaj, Transilvania, România. Biserica greco-catolică din Badon a fost una dintre primele biserici românești de zid din Transilvania.

## Geografie
Localitatea este așezată pe două coline în partea stângă a Văii Zalăului, aflându-se la o depărtare de 11 km de orașul Zalău, încadrându-se ca un sat de mărime medie a județului Sălaj.

## Istoric
De pe raza localității s-au strâns în urma cercetărilor arheologice fragmente ceramice din secolele VIII-IX. În hotarele satului, în locurile "Nove" și "Pietriș", au fost descoperite vestigii arheologice. Prima atestare documentară o găsim la anul 1323, atunci amintindu-se de satul „Baldun”, denumirea localității derivând de la numele fostului moșier, Balduni Guch, proprietar a 1.000 iugăre de teren. Pomenirea satului la această dată se face cu ocazia unui "jurământ al magistratului Ioachim împreună cu cei 49 cojucători, în procesul cu comitele Imbre". Unul dintre cei care depun jurământul este și nobilul Lucaciu, fiul lui Iacob de Badon. În documentul original, redactat în limba latină, pentru denumirea localității se folosește termenul de "Baldum" (Iacobus Baldum 1323). Alte atestări documentare au fost făcute în anii 1391 (Baldon), 1428 (Nag-Boldon, Felse-Baldon), 1452 (Nag-Baldon), 1523 (praed. Pwztha Baldon), 1524 (Kisbaldon), 1596 (Badok), 1760-1762 (Badon), 1850 (Badon).
În anul 1733 au fost înregistrate în Badon 9 familii române unite, care-l aveau preot pe Ieremie. La 1750 erau 216 credincioși. Matricolele bisericești au fost introduse în anul 1824. În anul 1908 erau 638 credincioși și 120 de gospodării. Școala confesională era frecventată în anul 1908 de 78 copii; erau 38 elevi la școala pentru elevii între 12–15 ani. În anul 1882 parohia greco-catolică din Badon număra 418 credincioși, iar filia Guruslău 625.
Biserica construită în secolul al XVIII-lea a fost dărâmată în anul 2007.
În raportul Departamentului de Stat al SUA privind respectarea drepturilor omului în România, dat publicității în mai 2008, se arată: "La 5 aprilie 2007, folosind o cunoscută practică de construire a unor pereți falși externi în jurul vechii biserici, Biserica Ortodoxă a demolat o biserică greco-catolică din secolul al XVIII-lea din Badon, judetul Sălaj. Autoritățile nu au reacționat la plângerile greco-catolicilor în legatură cu demolările ilegale".
În data de 2 octombrie 2011 episcopul ortodox Petroniu Florea a consacrat biserica ridicată pe locul celei dărâmate.

## Personalități
- Dănilă Sabo (1876 - 1947), delegat la Marea Adunare Națională de la Alba Iulia 1918 și membru în Marele Sfat Național Român, avocat

## Demografie
Potrivit Recensământul populației din 2002 (România), cei 660 locuitorii erau:
| Etnie    | Populatie | %     |
| -------- | --------- | ----- |
| Români   | 626       | 94,8% |
| Romi     | 21        | 3,2%  |
| Maghiari | 13        | 2,0%  |

După limbă:
| Limbă        | Populatie | %     |
| ------------ | --------- | ----- |
| Română       | 627       | 95,0% |
| Limba romani | 21        | 3,2%  |
| Maghiară     | 12        | 1,8%  |

## Imagini

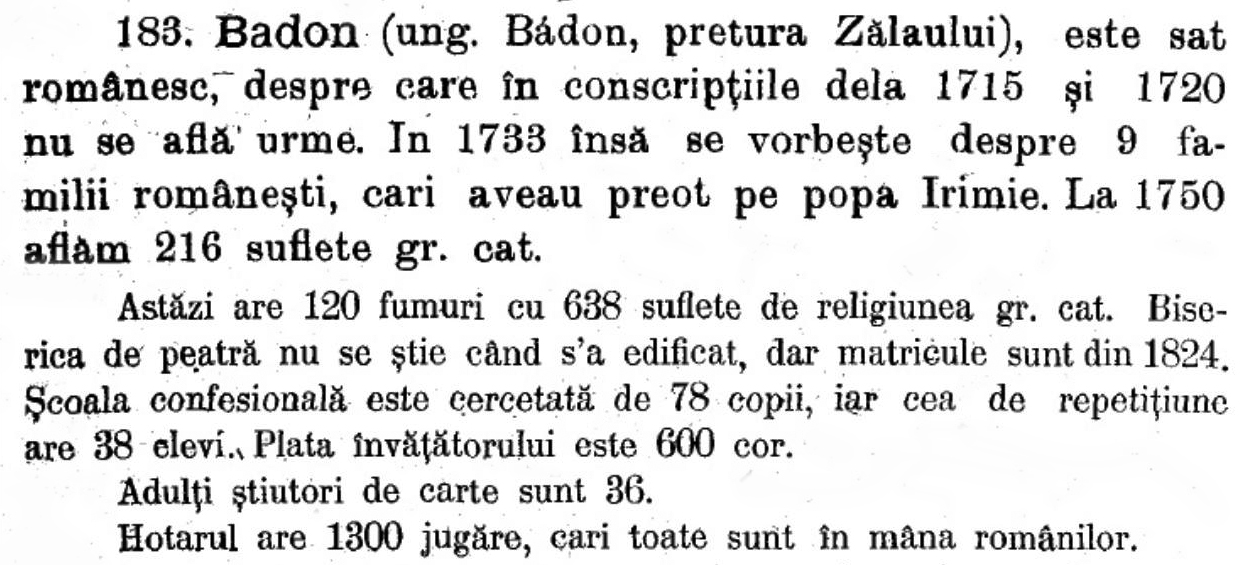
Badon 1908